# Ziegenhain (Westerwald)
Ziegenhain ist eine Ortsgemeinde im Westen des Landkreises Altenkirchen (Westerwald) in Rheinland-Pfalz. Sie gehört der Verbandsgemeinde Altenkirchen-Flammersfeld an.

## Geographie
Ziegenhain ist mit seinen 0,71 km² eine der nach Fläche kleinsten Gemeinden Deutschlands. Sie liegt auf einer Hochfläche und bietet nach Süden und Osten einen schönen Ausblick in den Westerwald. Im Nordwesten schließt ein ausgedehntes Waldgebiet an.
Zur Ortsgemeinde Ziegenhain gehört auch der Ortsteil Ziegenhahn. Ursprünglich gehörte Ziegenhahn zur Gemeinde Orfgen.
Nachbarorte von Ziegenhain sind die Ortsgemeinden Kraam im Norden, Giershausen im Osten, Orfgen im Süden und Mehren im Nordwesten.

## Geschichte
1556 wird Ziegenhain erstmals schriftlich erwähnt und ein Jahr später der Ort Ziegenhahn erstmals genannt.
Ziegenhain gehörte bis zum Jahr 1806 zur Grafschaft Sayn-Altenkirchen und zum Kirchspiel Mehren. Die Grafschaft Sayn-Altenkirchen kam 1791 auf dem Erbweg zu Preußen und wurde 1803 im Reichsdeputationshauptschluss dem Fürstentum Nassau-Usingen zugesprochen. 1806 traten die beiden nassauischen Fürsten dem napoleonischen Rheinbund bei, sodass die Region von 1806 an zum Herzogtum Nassau gehörte. Aufgrund der auf dem Wiener Kongress (1815) getroffenen Vereinbarungen wurde das Gebiet der ehemaligen saynischen Grafschaften an das Königreich Preußen abgetreten.
Unter der preußischen Verwaltung wurde Ziegenhain der Bürgermeisterei Weyerbusch im neu errichten Kreis Altenkirchen zugeordnet, der von 1822 an zur Rheinprovinz gehörte.
Nach dem Zweiten Weltkrieg wurde Ziegenhain innerhalb der französischen Besatzungszone Teil des damals neu gebildeten Landes Rheinland-Pfalz.
Bevölkerungsentwicklung
Die Entwicklung der Einwohnerzahl von Ziegenhain bezogen auf das heutige Gemeindegebiet; die Werte von 1871 bis 1987 beruhen auf Volkszählungen:
| Jahr | Einwohner |
| ---- | --------- |
| 1815 | 33        |
| 1835 | 63        |
| 1871 | 82        |
| 1905 | 61        |
| 1939 | 56        |
| 1950 | 59        |
| 1961 | 44        |

| Jahr | Einwohner |
| ---- | --------- |
| 1970 | 49        |
| 1987 | 62        |
| 1997 | 144       |
| 2005 | 139       |
| 2011 | 139       |
| 2017 | 151       |
| 2023 | 164       |

## Religion
Kirchlich gehört Ziegenhain zum Kirchspiel Mehren mit seiner evangelischen Kirche. Die Mehrheit der Ziegenhainer sind evangelisch.

## Politik

### Gemeinderat
Der Gemeinderat in Ziegenhain besteht aus sechs Ratsmitgliedern, die bei der Kommunalwahl am 9. Juni 2024 in einer Mehrheitswahl gewählt wurden, und dem ehrenamtlichen Ortsbürgermeister als Vorsitzendem.

### Bürgermeister
Nicolas Ahrend wurde am 3. September 2024 Ortsbürgermeister von Ziegenhain. Bei der Direktwahl am 9. Juni 2024 hatte er sich mit einem Stimmenanteil von 73,5 % gegen den Amtsinhaber durchgesetzt.
Ahrends Vorgänger Elmar Chylka hatte das Amt am 25. Juni 2019 übernommen. Bei der Direktwahl am 26. Mai 2019 war er mit einem Stimmenanteil von 61,47 % für fünf Jahre gewählt worden. Vorgängerin von Elmar Chylka war Ute Müller, die das Amt 18 Jahre lang ausübte.

### Wappen
| Wappen von Ziegenhain | Blasonierung: „Unter silbernem Schildhaupt mit dem Schriftzug ZIEGENHAIN und über goldenem Berg im Schildfuß, darin ein grüner Eichenzweig mit drei Eicheln und vier Blättern, in Rot schreitend eine goldgehörnte silberne Ziege.“ |
| Wappen von Ziegenhain | Wappenbegründung: Der Berg verweist auf die Höhenlage des Ortes, der Eichenzweig auf die Eichen im Gemeindegebiet, die Ziege symbolisiert als redendes Wappen den Namen der Ortsgemeinde.                                           |

## Regelmäßige Veranstaltungen
Höhepunkte im Jahr sind das Maifest vom 30. April bis 1. Mai mit dem Aufstellen des Maibaums und am 11. November der traditionelle St.-Martins-Umzug für die Kinder des Ortes.

## Verkehr
Der Ort wird von der Kreisstraße 17 an das Straßennetz angeschlossen.